# Gomphandra oblongifolia
Gomphandra oblongifolia är en järneksväxtart som beskrevs av Merrill. Gomphandra oblongifolia ingår i släktet Gomphandra och familjen Stemonuraceae. Inga underarter finns listade i Catalogue of Life.